# 産業活力の再生及び産業活動の革新に関する特別措置法
産業活力の再生及び産業活動の革新に関する特別措置法（さんぎょうかつりょくのさいせいおよびさんぎょうかつどうのかくしんにかんするとくべつそちほう、平成11年法律第131号）は、産業活力の再生、産業活動の革新のために制定された日本の法律。旧称は、産業活力再生特別措置法。2014年（平成26年）1月20日、産業競争力強化法の施行に伴い廃止された。

## 立法目的
制定時
日本の内外の経済的環境の変化に伴い日本経済の生産性の伸び率が低下している現状にかんがみ、日本における経営資源の効率的な活用を通じて生産性の向上を実現するため、特別の措置として、事業者が実施する事業再構築、共同事業再編及び経営資源再活用を円滑化するための措置を雇用の安定等に配慮しつつ講ずるとともに中小企業の活力の再生を支援するための措置を講じ、併せて事業者の経営資源の増大に資する研究活動の活性化等を図ることにより、日本産業の活力の再生を速やかに実現すること。
改正後
日本経済の持続的な発展を図るためにはその生産性の向上が重要であることにかんがみ、特別の措置として、事業者が実施する事業再構築、経営資源再活用、経営資源融合、資源生産性革新等を円滑化するための措置を雇用の安定等に配慮しつつ講ずるとともに、株式会社産業革新機構を設立し特定事業活動の支援等に関する業務を行わせるための措置、中小企業の活力の再生を支援するための措置及び事業再生を円滑化するための措置を講じ、併せて事業活動における知的財産権の活用を促進することにより、我が国の産業活力の再生を図るとともに、日本の産業が最近における国際経済の構造的な変化に対応したものとなるための産業活動の革新に寄与すること。

## 沿革
1999年（平成11年）に産業活力再生特別措置法の名称で制定された法律である。2003年3月末までの時限立法として成立した。2003年と2007年には、それぞれ適用範囲を拡大した上で期限が延長されている。
2009年4月7日、改正案が衆院本会議で可決した。現行法が10年前に実施されて以来、今年4月1日までに認定された企業の「リストラ計画」は492件。計画による人員削減は10万人を超えているとみられている。同年4月22日参院本会議で、自民、公明、民主などの賛成多数で可決、成立した。共産、社民の両党は反対した。6月22日に一部公布日に先行施行された部分を除いた残りの部分が施行され、「産業活力の再生及び産業活動の革新に関する特別措置法」に名称が改められた。
2014年1月20日、産業競争力強化法の施行に伴い廃止されたが、一部の規定はなおその効力を有している。また、規定の多くは産業競争力強化法に受け継がれている。

## 認定計画
事業再構築(A)計画事業の「選択と集中」の経営、グループ内再編成を支援
経営資源再活用(B)計画他社からの事業譲渡を受けての有効活用を支援
経営資源融合(C)計画2以上の異業種企業により革新的事業を実施
債権放棄を含む(D)計画債権放棄・減資を実施した場合に税務支援
事業革新設備導入(E)計画研究開発を元にした革新設備投資を支援
資源生産性革新(P)計画エネルギー生産性向上・CO2削減を支援
資源制約対応製品生産設備導入(Q)計画指定24品目について省エネ製品設備投資を支援

### 受けられる行政支援
- 独立行政法人中小企業基盤整備機構による債務保証
- 事業革新設備について、特別償却率の適用
- 登録免許税の軽減
- 不動産取得税の軽減
- 資産評価損の損金算入

## 構成
- 第一章　総則（第1条-第4条）
- 第二章　事業再構築、共同事業再編及び経営資源再活用の円滑化
  - 第一節　事業活動の計画（第5条-第13条）
  - 第二節　設備導入の計画（第14条-第17条）
  - 第三節　特例措置等（第18条-第30条）
- 第二章の二　株式会社産業革新機構による特定事業活動の支援等（第30条の2-第30条の36）
  - 第一節　総則（第30条の2-第30条の7）
  - 第二節　設立（第30条の8-第30条の13）
  - 第三節　管理
    - 第一款　取締役等（第30条の14・第30条の15）
    - 第二款　産業革新委員会（第30条の16-第30条の21）
    - 第三款　定款の変更（第30条の22）

  - 第四節　業務
    - 第一款　業務の範囲（第30条の23）
    - 第二款　支援基準（第30条の24）
    - 第三款　業務の実施（第30条の25-第30条の27）

  - 第五節　国の援助等（第30条の28）
  - 第六節　財務及び会計（第30条の29-第20条の31）
  - 第七節　監督（第30条の32-第30条の34）
  - 第八節　解散等（第30条の35・第30条の36）
- 第三章　中小企業の活力の再生
  - 第一節　創業及び中小企業経営資源活用の円滑化（第31条-第39条）
  - 第二節　中小企業承継事業再生の円滑化（第39条の2-第39条の6）
  - 第三節　中小企業再生支援体制の整備（第40条-第47条）
- 第四章　研究活動の活性化等（第48条-第54条）
- 第五章　事業活動における知的財産権の活用（第55条-第71条）
- 第六章　雑則（第72条-第77条）
- 第七章　罰則（第78条-第85条）
- 附則